# Live at the Connecticut Jazz Party
Live at the Connecticut Jazz Party è un album live di Bobby Timmons con Sonny Red, pubblicato dalla Chiaroscuro Records nel 1981. Il disco fu registrato nel 1972 (secondo altre fonti la data di registrazione risalirebbe al 1964) ad un party privato, in una località imprecisata del Connecticut (Stati Uniti).

## Tracce
Lato A
1. Here's That Rainy Day – 12:41 (James Van Heusen, Johnny Burke)
2. Prelude to a Kiss – 4:49 (Duke Ellington, Irving Mills, Irving Gordon)
3. Theme – 6:42 (Bobby Timmons)

Lato B
1. Now's the Time – 11:46 (Charlie Parker)
2. Moanin' – 7:03 (Bobby Timmons)

## Musicisti
- Bobby Timmons  - pianoforte
- Sonny Red  - sassofono alto
- Sam Jones  - contrabbasso
- Mickey Roker  - batteria